# Llista de monuments de l'Urgell
s
Llista de monuments de l'Urgell inclosos en l'Inventari del Patrimoni Arquitectònic Català per la comarca de l'Urgell. Inclou els inscrits en el Registre de Béns Culturals d'Interès Nacional (BCIN) amb la classificació de monuments històrics, els Béns Culturals d'Interès Local (BCIL) de caràcter immoble i la resta de béns arquitectònics integrants del patrimoni cultural català.

## Agramunt
Vegeu la llista de monuments d'Agramunt

## Anglesola
| Monument                                                      | Protecció   | Estil/època              | Localització                    | Coordenades                                          | Codi?     | Imatge |
| ------------------------------------------------------------- | ----------- | ------------------------ | ------------------------------- | ---------------------------------------------------- | --------- | --- |
| Església de Sant Pau de Narbona                               | BCIN 281-MH | Gòtic tardà XVI          | Anglesola Pl. de l'Església     | 41° 39′ 32″ N, 1° 04′ 55″ E / 41.65886°N,1.08184°E   | IPA-308   | Església de Sant Pau de Narbona (Anglesola) · Vegeu més fotos d'aquest monument · Carregueu una nova foto d'aquest monument |
| Creu de terme de Santa Anna                                   |             | Gòtic XV-XX              | Anglesola Pl. Santa Anna        | 41° 39′ 29″ N, 1° 05′ 02″ E / 41.65819°N,1.08379°E   | IPA-307   | Creu de terme de Santa Anna (Anglesola) · Vegeu més fotos d'aquest monument · Carregueu una nova foto d'aquest monument     |
| Ca l'Erill, Cal Gassol                                        | BCIL 2003   | Gòtic tardà XVI          | Anglesola C. Major, 7           | 41° 39′ 31″ N, 1° 04′ 58″ E / 41.658473°N,1.082876°E | IPA-27572 | Ca l'Erill (Anglesola) · Vegeu més fotos d'aquest monument · Carregueu una nova foto d'aquest monument                      |
| Casa del Marquès de Castellbell, Cal Paguera                  | BCIL 2003   | Gòtic-renaixement XVI    | Anglesola C. Major, 6           | 41° 39′ 30″ N, 1° 04′ 59″ E / 41.658363°N,1.083171°E | IPA-27573 | Casa del Marquès de Castellbell (Anglesola) · Vegeu més fotos d'aquest monument · Carregueu una nova foto d'aquest monument |
| Castell d'Anglesola                                           |             | Romànic XII              | Anglesola Pl. Església          | 41° 39′ 32″ N, 1° 04′ 53″ E / 41.658785°N,1.081480°E | IPA-29691 | Castell d'Anglesola · Vegeu més fotos d'aquest monument · Carregueu una nova foto d'aquest monument                         |
| Antic hospital d'Anglesola, Escola de la Santa Creu, Sindicat |             | Obra popular XIX         | Anglesola C. Santa Creu, 2      | 41° 39′ 32″ N, 1° 04′ 58″ E / 41.658966°N,1.082806°E | IPA-29700 | Antic hospital d'Anglesola · Vegeu més fotos d'aquest monument · Carregueu una nova foto d'aquest monument                  |
| Carrer Major                                                  |             | Gòtic, barroc            | Anglesola C. Major              | 41° 39′ 26″ N, 1° 05′ 12″ E / 41.657299°N,1.086765°E | IPA-29701 | Carrer Major (Anglesola) · Vegeu més fotos d'aquest monument · Carregueu una nova foto d'aquest monument                    |
| Ca l'Alzamora, Cal Serrallonga                                |             | Obra popular XVI         | Anglesola C. Església, 8        | 41° 39′ 31″ N, 1° 04′ 55″ E / 41.658688°N,1.082004°E | IPA-29702 | Ca l'Alzamora (Anglesola) · Vegeu més fotos d'aquest monument · Carregueu una nova foto d'aquest monument                   |
| Molí del Calaf                                                |             | Obra popular XIX         | Anglesola Canal d'Urgell, km 74 | 41° 40′ 26″ N, 1° 03′ 29″ E / 41.673929°N,1.058065°E | IPA-29705 | Carregueu una nova foto d'aquest monument                                                                                   |
| Creu de terme de les Forques o del Faldar                     |             | Gòtic XVI                | Anglesola C. Major              | 41° 39′ 32″ N, 1° 04′ 55″ E / 41.658784°N,1.081880°E | IPA-30477 | Creu de terme de les Forques (Anglesola) · Vegeu més fotos d'aquest monument · Carregueu una nova foto d'aquest monument    |
| Cal Real                                                      |             | Gòtic XV                 | Anglesola C. Bonaire, 6         | 41° 39′ 30″ N, 1° 04′ 57″ E / 41.658223°N,1.082478°E | IPA-30478 | Cal Real (Anglesola) · Vegeu més fotos d'aquest monument · Carregueu una nova foto d'aquest monument                        |
| Convent dels Trinitaris                                       |             | Romànic, gòtic tardà XII | Anglesola C. Major              | 41° 39′ 26″ N, 1° 05′ 13″ E / 41.657286°N,1.086892°E | IPA-34584 | Convent dels Trinitaris (Anglesola) · Vegeu més fotos d'aquest monument · Carregueu una nova foto d'aquest monument         |
| Museu del Carro                                               | BCIL 2003   |                          | Anglesola Av. Catalunya, 43     | 41° 39′ 24″ N, 1° 04′ 59″ E / 41.656710°N,1.083035°E | IPA-37858 | Museu del Carro (Anglesola) · Vegeu més fotos d'aquest monument · Carregueu una nova foto d'aquest monument                 |

## Belianes
| Monument                         | Protecció      | Estil/època              | Localització               | Coordenades                                          | Codi?     | Imatge |
| -------------------------------- | -------------- | ------------------------ | -------------------------- | ---------------------------------------------------- | --------- | --- |
| Casa Ajuntament, Casa de la Vila | BCIN 303-MH-EN | Gòtic tardà XV-XVI, XVII | Belianes Pl. Ajuntament    | 41° 33′ 42″ N, 1° 01′ 04″ E / 41.5618°N,1.01765°E    | IPA-338   | Casa Ajuntament (Belianes) · Vegeu més fotos d'aquest monument · Carregueu una nova foto d'aquest monument        |
| Església de Sant Jaume           |                | Gòtic tardà XV           | Belianes Pl. de l'Església | 41° 33′ 41″ N, 1° 01′ 03″ E / 41.561408°N,1.017475°E | IPA-29707 | Església de Sant Jaume (Belianes) · Vegeu més fotos d'aquest monument · Carregueu una nova foto d'aquest monument |
| Cal Roc                          |                | Gòtic-renaixement XVI    | Belianes C. de Baix, 26    | 41° 33′ 42″ N, 1° 01′ 01″ E / 41.561804°N,1.017068°E | IPA-29712 | Cal Roc (Belianes) · Vegeu més fotos d'aquest monument · Carregueu una nova foto d'aquest monument                |
| Casa Renyé                       |                | Obra popular XV          | Belianes C. Major, 12      | 41° 33′ 39″ N, 1° 01′ 03″ E / 41.560918°N,1.017500°E | IPA-29713 | Casa Renyé (Belianes) · Vegeu més fotos d'aquest monument · Carregueu una nova foto d'aquest monument             |
| Casa Pubill                      |                | Obra popular XV          | Belianes C. Major, 14      | 41° 33′ 40″ N, 1° 01′ 04″ E / 41.561025°N,1.017774°E | IPA-29714 | Casa Pubill (Belianes) · Vegeu més fotos d'aquest monument · Carregueu una nova foto d'aquest monument            |
| Cal Josa                         |                | Gòtic-renaixement XVI    | Belianes C. Major, 13      | 41° 33′ 40″ N, 1° 01′ 05″ E / 41.561217°N,1.018023°E | IPA-29715 | Cal Josa (Belianes) · Vegeu més fotos d'aquest monument · Carregueu una nova foto d'aquest monument               |
| Molí del Falguera                |                | Obra popular XVIII       | Belianes Descampat         | 41° 34′ 12″ N, 1° 00′ 49″ E / 41.570050°N,1.013580°E | IPA-29716 | Molí del Falguera (Belianes) · Vegeu més fotos d'aquest monument · Carregueu una nova foto d'aquest monument      |
| Cal Massot                       |                | Obra popular XVI         | Belianes C. Major, 16      | 41° 33′ 40″ N, 1° 01′ 05″ E / 41.561086°N,1.018018°E | IPA-30481 | Cal Massot (Belianes) · Vegeu més fotos d'aquest monument · Carregueu una nova foto d'aquest monument             |
| Cementiri nou de Belianes        |                | Barroc XVII              | Belianes Ctra. de Bellpuig | 41° 34′ 03″ N, 1° 00′ 51″ E / 41.567459°N,1.014277°E | IPA-30482 | Cementiri nou de Belianes · Vegeu més fotos d'aquest monument · Carregueu una nova foto d'aquest monument         |

## Bellpuig
| Monument                                                               | Protecció     | Estil/època                           | Localització                                        | Coordenades                                          | Codi?         | Imatge |
| ---------------------------------------------------------------------- | ------------- | ------------------------------------- | --------------------------------------------------- | ---------------------------------------------------- | ------------- | --- |
| Sepulcre de Ramon Folch de Cardona, o Molí Nou                         | BCIN 66-MH    | Renaixement XVI                       | Bellpuig Interior de l'església de Sant Nicolau     | 41° 37′ 30″ N, 1° 00′ 44″ E / 41.625131°N,1.012293°E | RI-51-0000316 | Sepulcre de Ramon Folc de Cardona (Bellpuig) · Vegeu més fotos d'aquest monument · Carregueu una nova foto d'aquest monument                              |
| Convent de Sant Bartomeu                                               | BCIN 79-MH-EN | Gòtic tardà, renaixement XVI, XX      | Bellpuig Ctra. de Belianes                          | 41° 37′ 14″ N, 1° 00′ 32″ E / 41.620456°N,1.008830°E | RI-51-0005096 | Convent de Sant Bartomeu (Bellpuig) · Vegeu més fotos d'aquest monument · Carregueu una nova foto d'aquest monument                                       |
| Castell de Bellpuig                                                    | BCIN 531-MH   | Obra popular, romànic XI, XVI, XIX    | Bellpuig                                            | 41° 37′ 35″ N, 1° 00′ 39″ E / 41.626399°N,1.010941°E | RI-51-0006276 | Castell de Bellpuig · Vegeu més fotos d'aquest monument · Carregueu una nova foto d'aquest monument                                                       |
| Teatre Cinema Goya, Teatre Armengol                                    | BCIL 2001     | Monumentalisme academicista XX Mitjan | Bellpuig C. Isabel de Casanoves, 1                  | 41° 37′ 37″ N, 1° 00′ 34″ E / 41.62692°N,1.00946°E   | IPA-19849     | Teatre Cinema Goya (Bellpuig) · Vegeu més fotos d'aquest monument · Carregueu una nova foto d'aquest monument                                             |
| Ajuntament de Bellpuig                                                 | BCIL 1982     | Eclecticisme XIX                      | Bellpuig C. Homenatge a la Vellesa, 6               | 41° 37′ 31″ N, 1° 00′ 42″ E / 41.62539°N,1.01165°E   | IPA-29719     | Ajuntament de Bellpuig · Vegeu més fotos d'aquest monument · Carregueu una nova foto d'aquest monument                                                    |
| Església de Sant Nicolau                                               | BCIL 1982     | Gòtic tardà, renaixement XVI, XVIII   | Bellpuig Pl. Església                               | 41° 37′ 31″ N, 1° 00′ 44″ E / 41.62517°N,1.0121°E    | IPA-29720     | Església de Sant Nicolau (Bellpuig) · Vegeu més fotos d'aquest monument · Carregueu una nova foto d'aquest monument                                       |
| Porxos de la plaça de Sant Roc i carrer Homenatge a la Vellesa         | BCIL 1982     | Obra popular XII, XVI                 | Bellpuig Pl. de Sant Roc                            | 41° 37′ 31″ N, 1° 00′ 39″ E / 41.62524°N,1.01073°E   | IPA-29733     | Porxos de la plaça de Sant Roc i carrer Homenatge a la Vellesa (Bellpuig) · Vegeu més fotos d'aquest monument · Carregueu una nova foto d'aquest monument |
| Font de Sant Roc                                                       |               | Eclecticisme XIX (1898)               | Bellpuig Pl. de Sant Roc                            | 41° 37′ 31″ N, 1° 00′ 40″ E / 41.62519°N,1.01104°E   | IPA-29734     | Font de Sant Roc (Bellpuig) · Vegeu més fotos d'aquest monument · Carregueu una nova foto d'aquest monument                                               |
| Habitatge a la plaça de Sant Roc, 39                                   |               | Gòtic XIV                             | Bellpuig Pl. de Sant Roc, 39                        | 41° 37′ 33″ N, 1° 00′ 35″ E / 41.625718°N,1.009588°E | IPA-29735     | Habitatge a la plaça de Sant Roc, 39 (Bellpuig) · Vegeu més fotos d'aquest monument · Carregueu una nova foto d'aquest monument                           |
| Habitatge al carrer Homenatge a la Vellesa, 9                          |               | Obra popular XVII                     | Bellpuig C. Homenatge a la Vellesa, 9               | 41° 37′ 32″ N, 1° 00′ 41″ E / 41.62562°N,1.01147°E   | IPA-29736     | Habitatge al carrer Homenatge a la Vellesa, 9 (Bellpuig) · Vegeu més fotos d'aquest monument · Carregueu una nova foto d'aquest monument                  |
| Casa dels Consellers, o Paeria antiga, palau de Ramon Folch de Cardona | BCIL 1982     | Renaixement, obra popular XVI         | Bellpuig C. Homenatge a la Vellesa                  | 41° 37′ 33″ N, 1° 00′ 42″ E / 41.62571°N,1.01167°E   | IPA-29737     | Casa dels Consellers (Bellpuig) · Vegeu més fotos d'aquest monument · Carregueu una nova foto d'aquest monument                                           |
| Habitatge al carrer Homenatge a la Vellesa, 15                         |               | Obra popular XVI                      | Bellpuig C. Homenatge a la Vellesa, 15              | 41° 37′ 33″ N, 1° 00′ 42″ E / 41.62572°N,1.01172°E   | IPA-29738     | Habitatge al carrer Homenatge a la Vellesa, 15 (Bellpuig) · Vegeu més fotos d'aquest monument · Carregueu una nova foto d'aquest monument                 |
| Molí del Senyor, o Molí nou                                            |               | Obra popular XVII                     | Bellpuig                                            | 41° 36′ 44″ N, 1° 00′ 54″ E / 41.612240°N,1.015126°E | IPA-29740     | Molí del Senyor (Bellpuig) · Vegeu més fotos d'aquest monument · Carregueu una nova foto d'aquest monument                                                |
| Molí vell de la Vila, Molí dels Esquius de Dalt                        | BCIL 2009     | Gòtic, obra popular XIII, XIV         | Bellpuig Als afores de Bellpuig                     | 41° 37′ 11″ N, 1° 00′ 42″ E / 41.61982°N,1.01168°E   | IPA-29741     | Molí vell de la Vila (Bellpuig) · Vegeu més fotos d'aquest monument · Carregueu una nova foto d'aquest monument                                           |
| Molí dels Esquius de Baix, o Molí de la Farinera                       |               | Obra popular XVIII                    | Bellpuig Als afores de Bellpuig                     | 41° 37′ 12″ N, 1° 00′ 43″ E / 41.620073°N,1.011849°E | IPA-29742     | Molí de la Farinera (Bellpuig) · Vegeu més fotos d'aquest monument · Carregueu una nova foto d'aquest monument                                            |
| Ca l'Esquiu                                                            | BCIL 1982     | Obra popular XIV                      | Bellpuig C. del Castell                             | 41° 37′ 32″ N, 1° 00′ 40″ E / 41.62561°N,1.01109°E   | IPA-30483     | Ca l'Esquiu (Bellpuig) · Vegeu més fotos d'aquest monument · Carregueu una nova foto d'aquest monument                                                    |
| Porxos del carrer Major                                                | BCIL 1982     |                                       | Bellpuig C. Major, entre c. Església i pl. Sant Roc | 41° 37′ 29″ N, 1° 00′ 40″ E / 41.62475°N,1.0112°E    | IPA-36199     | Porxos del carrer Major (Bellpuig) · Vegeu més fotos d'aquest monument · Carregueu una nova foto d'aquest monument                                        |
| La Fontana                                                             | BCIL 1982     |                                       | Bellpuig                                            | 41° 37′ 24″ N, 1° 00′ 39″ E / 41.623215°N,1.010756°E | IPA-36200     | La Fontana (Bellpuig) · Vegeu més fotos d'aquest monument · Carregueu una nova foto d'aquest monument                                                     |
| Hostal les Soques                                                      | BCIL 1982     |                                       | Bellpuig                                            | 41° 37′ 51″ N, 1° 01′ 14″ E / 41.630951°N,1.020650°E | IPA-36201     | Hostal les Soques (Bellpuig) · Vegeu més fotos d'aquest monument · Carregueu una nova foto d'aquest monument                                              |
| Font de Sant Antoni, o Font de Lluny                                   | BCIL 1982     | XX (1984)                             | Bellpuig                                            | 41° 37′ 19″ N, 1° 00′ 33″ E / 41.621900°N,1.009176°E | IPA-36202     | Font de Sant Antoni (Bellpuig) · Vegeu més fotos d'aquest monument · Carregueu una nova foto d'aquest monument                                            |

## Castellserà
| Monument                                                               | Protecció      | Estil/època           | Localització                     | Coordenades                                          | Codi?         | Imatge |
| ---------------------------------------------------------------------- | -------------- | --------------------- | -------------------------------- | ---------------------------------------------------- | ------------- | --- |
| La Panera, antic graner del monestir de Poblet, la Cistella, la Garuta | BCIN 323-MH-EN | Renaixement XVI, XX   | Castellserà C. de Santa Maria    | 41° 44′ 50″ N, 0° 59′ 11″ E / 41.747272°N,0.986406°E | RI-51-0010571 | La Panera (Castellserà) · Vegeu més fotos d'aquest monument · Carregueu una nova foto d'aquest monument                   |
| Creu de terme                                                          | BCIN 3936-MH   | Gòtic-renaixement XVI | Castellserà Pl. Sitjar           | 41° 44′ 51″ N, 0° 59′ 09″ E / 41.747494°N,0.985871°E | IPA-29744     | Creu de terme (Castellserà) · Vegeu més fotos d'aquest monument · Carregueu una nova foto d'aquest monument               |
| Ermita de Sant Sebastià                                                | BCIL 2015      | Barroc XVII           | Castellserà Av. de Sant Sebastià | 41° 44′ 54″ N, 0° 59′ 26″ E / 41.74828°N,0.99068°E   | IPA-29745     | Ermita de Sant Sebastià (Castellserà) · Vegeu més fotos d'aquest monument · Carregueu una nova foto d'aquest monument     |
| Església de Santa Magdalena                                            | BCIL 2015      | Renaixement XVI       | Castellserà Pl. Església         | 41° 44′ 48″ N, 0° 59′ 12″ E / 41.74666°N,0.98672°E   | IPA-29746     | Església de Santa Magdalena (Castellserà) · Vegeu més fotos d'aquest monument · Carregueu una nova foto d'aquest monument |
| Cal Tarragona                                                          | BCIL 2015      | Barroc XVII           | Castellserà C. Portal Nou, 3     | 41° 44′ 48″ N, 0° 59′ 11″ E / 41.74665°N,0.98627°E   | IPA-29747     | Cal Tarragona (Castellserà) · Vegeu més fotos d'aquest monument · Carregueu una nova foto d'aquest monument               |

## Ciutadilla
| Monument                                                                          | Protecció   | Estil/època                              | Localització                                             | Coordenades                                          | Codi?         | Imatge |
| --------------------------------------------------------------------------------- | ----------- | ---------------------------------------- | -------------------------------------------------------- | ---------------------------------------------------- | ------------- | --- |
| Castell de Ciutadilla, o el Castell                                               | BCIN 330-MH | Gòtic-renaixement Medieval, XVI          | Ciutadilla                                               | 41° 33′ 40″ N, 1° 08′ 27″ E / 41.561067°N,1.140894°E | RI-51-0006308 | Castell de Ciutadilla · Vegeu més fotos d'aquest monument · Carregueu una nova foto d'aquest monument                |
| Església de Sant Miquel                                                           |             | Gòtic, neoclassicisme XVIII              | Ciutadilla Pl. de l'Església                             | 41° 33′ 42″ N, 1° 08′ 25″ E / 41.561538°N,1.140388°E | IPA-29749     | Església de Sant Miquel (Ciutadilla) · Vegeu més fotos d'aquest monument · Carregueu una nova foto d'aquest monument |
| Cal Marxant, Cal Maimó                                                            |             | Gòtic tardà XV-XVI                       | Ciutadilla Pl. Major, 2                                  | 41° 33′ 42″ N, 1° 08′ 20″ E / 41.561577°N,1.139026°E | IPA-29751     | Cal Marxant (Ciutadilla) · Vegeu més fotos d'aquest monument · Carregueu una nova foto d'aquest monument             |
| Cal Freixador                                                                     |             | Gòtic tardà XV-XVI                       | Ciutadilla C. Major, 8                                   | 41° 33′ 41″ N, 1° 08′ 23″ E / 41.561365°N,1.139748°E | IPA-29752     | Cal Freixador (Ciutadilla) · Vegeu més fotos d'aquest monument · Carregueu una nova foto d'aquest monument           |
| Casa de la Vila de Ciutadilla, Ajuntament de Ciutadilla                           |             | Gòtic tardà XV                           | Ciutadilla Pl. Major, 1                                  | 41° 33′ 42″ N, 1° 08′ 21″ E / 41.561556°N,1.139117°E | IPA-29753     | Casa de la Vila de Ciutadilla · Vegeu més fotos d'aquest monument · Carregueu una nova foto d'aquest monument        |
| Molí del Valls                                                                    |             | Obra popular XVIII-XX                    | Ciutadilla                                               | 41° 33′ 57″ N, 1° 07′ 51″ E / 41.565727°N,1.130740°E | IPA-29755     | Molí del Valls (Ciutadilla) · Vegeu més fotos d'aquest monument · Carregueu una nova foto d'aquest monument          |
| Molí del Macià                                                                    |             | Obra popular XVIII-XX                    | Ciutadilla Dreta rasa del Boixeró                        | 41° 32′ 03″ N, 1° 09′ 39″ E / 41.534125°N,1.160824°E | IPA-29757     | Carregueu una nova foto d'aquest monument                                                                            |
| Font pública de Ciutadilla                                                        |             | Obra popular XV-XVI                      | Ciutadilla                                               | 41° 33′ 42″ N, 1° 08′ 24″ E / 41.561704°N,1.139980°E | IPA-29758     | Font pública de Ciutadilla · Vegeu més fotos d'aquest monument · Carregueu una nova foto d'aquest monument           |
| Casa Valls                                                                        | BCIL 2006   | Obra popular XVIII                       | Ciutadilla C. de Sant Miquel, 1-3                        | 41° 33′ 42″ N, 1° 08′ 20″ E / 41.561645°N,1.138811°E | IPA-36705     | Casa Valls (Ciutadilla) · Vegeu més fotos d'aquest monument · Carregueu una nova foto d'aquest monument              |
| Sindicat Agrícola, Molí d'oli de la cooperativa, Cooperativa agrícola Sant Isidre |             | Modernisme Cèsar Martinell Brunet XIX-XX | Ciutadilla Al perímetre nord, a la travessia del Marquès | 41° 33′ 43″ N, 1° 08′ 23″ E / 41.562023°N,1.139631°E | IPA-42441     | Sindicat Agrícola (Ciutadilla) · Vegeu més fotos d'aquest monument · Carregueu una nova foto d'aquest monument       |
| Molí de Vent de Ciutadilla                                                        |             | Obra popular                             | Ciutadilla Al costat dels dipòsits municipals            | 41° 33′ 36″ N, 1° 08′ 38″ E / 41.55996°N,1.14379°E   | IPA-43202     | Carregueu una nova foto d'aquest monument                                                                            |
| Pou dels Plans de Sant Roc                                                        |             | Obra popular                             | Ciutadilla Camí de Senadelles                            |                                                      | IPA-48994     | Carregueu una nova foto d'aquest monument                                                                            |

## La Fuliola
| Monument                                                           | Protecció   | Estil/època                   | Localització                        | Coordenades                                          | Codi?         | Imatge |
| ------------------------------------------------------------------ | ----------- | ----------------------------- | ----------------------------------- | ---------------------------------------------------- | ------------- | --- |
| Murs i portals de l'antiga Vila Closa                              | BCIN 873-MH | Obra popular XV               | La Fuliola                          | 41° 42′ 47″ N, 1° 01′ 05″ E / 41.712927°N,1.018186°E | RI-51-0006332 | Murs i portals de l'antiga Vila Closa (la Fuliola) · Vegeu més fotos d'aquest monument · Carregueu una nova foto d'aquest monument |
| Església de Santa Llúcia                                           | BCIL 2015   | Barroc XVIII Final            | La Fuliola Pl. de l'Església        | 41° 42′ 49″ N, 1° 01′ 06″ E / 41.713605°N,1.018266°E | IPA-29760     | Església de Santa Llúcia (la Fuliola) · Vegeu més fotos d'aquest monument · Carregueu una nova foto d'aquest monument              |
| Cal Samario                                                        |             | Obra popular XVIII            | La Fuliola Placeta                  | 41° 42′ 48″ N, 1° 01′ 08″ E / 41.713308°N,1.018798°E | IPA-29761     | Cal Samario (la Fuliola) · Vegeu més fotos d'aquest monument · Carregueu una nova foto d'aquest monument                           |
| Casa Terés                                                         |             | Barroc XVII                   | La Fuliola C. Major, 6-8            | 41° 42′ 48″ N, 1° 01′ 07″ E / 41.713378°N,1.018483°E | IPA-29763     | Casa Terés (la Fuliola) · Vegeu més fotos d'aquest monument · Carregueu una nova foto d'aquest monument                            |
| Cal Bep del Pau                                                    |             | Obra popular XVI              | La Fuliola Pl. Major                | 41° 42′ 47″ N, 1° 01′ 07″ E / 41.713101°N,1.018487°E | IPA-29766     | Cal Bep del Pau (la Fuliola) · Vegeu més fotos d'aquest monument · Carregueu una nova foto d'aquest monument                       |
| Església de l'Assumpció de Boldú, Església de Santa Maria de Boldú | BCIL 2012   | Romànic, barroc XI            | La Fuliola Pl. de l'Església, Boldú | 41° 43′ 09″ N, 1° 00′ 21″ E / 41.719117°N,1.005704°E | IPA-29768     | Església de l'Assumpció de Boldú (la Fuliola) · Vegeu més fotos d'aquest monument · Carregueu una nova foto d'aquest monument      |
| Creu de terme                                                      |             | Gòtic XIV                     | La Fuliola A l'entrada de Boldú     | 41° 43′ 10″ N, 1° 00′ 24″ E / 41.719480°N,1.006543°E | IPA-29769     | Creu de terme de Boldú (la Fuliola) · Vegeu més fotos d'aquest monument · Carregueu una nova foto d'aquest monument                |
| Ca la Simona                                                       |             | Modernisme XVIII Mitjan       | La Fuliola C. Major, 5, Boldú       | 41° 43′ 09″ N, 1° 00′ 19″ E / 41.719168°N,1.005407°E | IPA-29770     | Ca la Simona (la Fuliola) · Vegeu més fotos d'aquest monument · Carregueu una nova foto d'aquest monument                          |
| Cal Boada                                                          |             | Modernisme XVIII              | La Fuliola Pl. Major, 4, Boldú      | 41° 43′ 11″ N, 1° 00′ 21″ E / 41.719737°N,1.005862°E | IPA-29771     | Cal Boada (la Fuliola) · Vegeu més fotos d'aquest monument · Carregueu una nova foto d'aquest monument                             |
| Cal Batalla, Cal Cabaler                                           |             | Obra popular XVII             | La Fuliola Pl. Major, 6 i 7, Boldú  | 41° 43′ 11″ N, 1° 00′ 21″ E / 41.719742°N,1.005705°E | IPA-29772     | Cal Batalla (la Fuliola) · Vegeu més fotos d'aquest monument · Carregueu una nova foto d'aquest monument                           |
| Creu de terme de la Fuliola                                        |             | Historicisme XX               | La Fuliola Pl. del Portal           | 41° 42′ 46″ N, 1° 01′ 05″ E / 41.712851°N,1.017974°E | IPA-30486     | Creu de terme de la Fuliola · Vegeu més fotos d'aquest monument · Carregueu una nova foto d'aquest monument                        |
| Habitatge al carrer Portal, 8                                      |             | Obra popular XVIII Final      | La Fuliola C. Portal, 8             | 41° 42′ 47″ N, 1° 01′ 06″ E / 41.712936°N,1.018395°E | IPA-30488     | Habitatge al carrer Portal, 8 (la Fuliola) · Vegeu més fotos d'aquest monument · Carregueu una nova foto d'aquest monument         |
| Escola Guillem Isarn                                               |             | Escola de Barcelona 1991-1994 | La Fuliola Av. Catalunya            | 41° 43′ 00″ N, 1° 00′ 46″ E / 41.71656°N,1.01287°E   | IPA-46461     | Carregueu una nova foto d'aquest monument                                                                                          |

## Guimerà
| Monument                                                            | Protecció    | Estil/època                 | Localització                                            | Coordenades                                          | Codi?         | Imatge |
| ------------------------------------------------------------------- | ------------ | --------------------------- | ------------------------------------------------------- | ---------------------------------------------------- | ------------- | --- |
| Vila de Guimerà                                                     | BCIN 126-CH  | Gòtic XII                   | Guimerà                                                 | 41° 33′ 52″ N, 1° 11′ 06″ E / 41.56451°N,1.18493°E   | RI-53-0000193 | Vila de Guimerà · Vegeu més fotos d'aquest monument · Carregueu una nova foto d'aquest monument                                         |
| Castell de Guimerà                                                  | BCIN 1184-MH | Romànic Medieval            | Guimerà                                                 | 41° 33′ 55″ N, 1° 11′ 10″ E / 41.565206°N,1.186113°E | RI-51-0006345 | Castell de Guimerà · Vegeu més fotos d'aquest monument · Carregueu una nova foto d'aquest monument                                      |
| Ermita de la Bovera                                                 |              | Barroc XV, XVI, XVIII       | Guimerà                                                 | 41° 34′ 13″ N, 1° 09′ 31″ E / 41.570246°N,1.158525°E | IPA-392       | Ermita de la Bovera (Guimerà) · Vegeu més fotos d'aquest monument · Carregueu una nova foto d'aquest monument                           |
| Església parroquial de Santa Maria, església del castell de Guimerà |              | Gòtic                       | Guimerà Pl. de l'Església                               | 41° 33′ 54″ N, 1° 11′ 14″ E / 41.564917°N,1.187104°E | IPA-29773     | Església parroquial de Santa Maria (Guimerà) · Vegeu més fotos d'aquest monument · Carregueu una nova foto d'aquest monument            |
| Cal Minguella                                                       |              | Gòtic-renaixement XIV       | Guimerà C. Major, 16                                    | 41° 33′ 52″ N, 1° 11′ 05″ E / 41.564445°N,1.184759°E | IPA-29775     | Cal Minguella (Guimerà) · Vegeu més fotos d'aquest monument · Carregueu una nova foto d'aquest monument                                 |
| Ca l'Aguiló                                                         |              | Gòtic XIV                   | Guimerà C. Major, 13-15                                 | 41° 33′ 52″ N, 1° 11′ 05″ E / 41.56447°N,1.18461°E   | IPA-29776     | Carregueu una nova foto d'aquest monument                                                                                               |
| Portal de Tàrrega                                                   |              | Gòtic XIV                   | Guimerà C. de la Cendra                                 | 41° 33′ 52″ N, 1° 11′ 04″ E / 41.564522°N,1.184424°E | IPA-29777     | Portal de Tàrrega (Guimerà) · Vegeu més fotos d'aquest monument · Carregueu una nova foto d'aquest monument                             |
| Restes del monestir de Vallsanta                                    | BCIL 1992    | Romànic, gòtic XIII         | Guimerà Ctra. cap a Guimerà                             | 41° 34′ 01″ N, 1° 09′ 43″ E / 41.566926°N,1.162019°E | IPA-29778     | Restes del monestir de Vallsanta (Guimerà) · Vegeu més fotos d'aquest monument · Carregueu una nova foto d'aquest monument              |
| Molí Nou                                                            |              | Obra popular, gòtic XVIII   | Guimerà Descampat, dreta del riu Corb                   | 41° 33′ 55″ N, 1° 12′ 01″ E / 41.565294°N,1.200405°E | IPA-29779     | Molí Nou (Guimerà) · Vegeu més fotos d'aquest monument · Carregueu una nova foto d'aquest monument                                      |
| Molí del Senyor, Molí de Dalt del Senyor                            |              | Gòtic XII, XIII             | Guimerà Cal Tous, c. de les Piques 31                   | 41° 33′ 50″ N, 1° 11′ 13″ E / 41.564001°N,1.186967°E | IPA-29780     | Molí del Senyor (Guimerà) · Vegeu més fotos d'aquest monument · Carregueu una nova foto d'aquest monument                               |
| Molí de Baix del Senyor                                             |              | Obra popular XVIII          | Guimerà C. de les Piques, 25                            | 41° 33′ 51″ N, 1° 11′ 12″ E / 41.564043°N,1.186566°E | IPA-29781     | Molí de Baix del Senyor (Guimerà) · Vegeu més fotos d'aquest monument · Carregueu una nova foto d'aquest monument                       |
| Molí de l'Armengol                                                  |              | Obra popular XVIII          | Guimerà Descampat, esquerra del riu Corb                | 41° 33′ 50″ N, 1° 10′ 46″ E / 41.563984°N,1.179330°E | IPA-29782     | Molí de l'Armengol (Guimerà) · Vegeu més fotos d'aquest monument · Carregueu una nova foto d'aquest monument                            |
| Molí del Colomines                                                  |              | Obra popular XVIII          | Guimerà Descampat, dreta del riu Corb                   | 41° 33′ 59″ N, 1° 09′ 54″ E / 41.566472°N,1.164898°E | IPA-29783     | Molí del Colomines (Guimerà) · Vegeu més fotos d'aquest monument · Carregueu una nova foto d'aquest monument                            |
| Capella de Sant Esteve                                              |              | Gòtic XIV                   | Guimerà C. de la Capella                                | 41° 33′ 51″ N, 1° 11′ 09″ E / 41.564246°N,1.185763°E | IPA-29784     | Capella de Sant Esteve (Guimerà) · Vegeu més fotos d'aquest monument · Carregueu una nova foto d'aquest monument                        |
| Cal Manseta                                                         |              | Gòtic tardà, renaixement XV | Guimerà C. de la Capella, 5                             | 41° 33′ 51″ N, 1° 11′ 08″ E / 41.564263°N,1.185673°E | IPA-29785     | Cal Manseta (Guimerà) · Vegeu més fotos d'aquest monument · Carregueu una nova foto d'aquest monument                                   |
| Carrers coberts de Guimerà                                          |              | Romànic, gòtic XIII         | Guimerà                                                 | 41° 33′ 52″ N, 1° 11′ 10″ E / 41.564392°N,1.186017°E | IPA-29786     | Carrers coberts de Guimerà · Vegeu més fotos d'aquest monument · Carregueu una nova foto d'aquest monument                              |
| Cabana de volta del Jan                                             |              | Obra popular XIX Final      | Guimerà Ctra. L-241, km. 2,020                          | 41° 33′ 57″ N, 1° 09′ 14″ E / 41.565911°N,1.154013°E | IPA-29787     | Cabana de volta del Jan (Guimerà) · Vegeu més fotos d'aquest monument · Carregueu una nova foto d'aquest monument                       |
| Portal dels Senyors d'Èvol                                          |              | Obra popular XVI            | Guimerà Capdamunt de l'església                         | 41° 33′ 54″ N, 1° 11′ 13″ E / 41.565017°N,1.186859°E | IPA-29788     | Portal dels Senyors d'Èvol (Guimerà) · Vegeu més fotos d'aquest monument · Carregueu una nova foto d'aquest monument                    |
| Creu de terme del camí de la Bovera, creu de Verdú                  |              | Obra popular XVII           | Guimerà Camí de la Bovera                               | 41° 34′ 08″ N, 1° 11′ 17″ E / 41.568834°N,1.188054°E | IPA-30491     | Creu de terme del camí de la Bovera (Guimerà) · Vegeu més fotos d'aquest monument · Carregueu una nova foto d'aquest monument           |
| Creu de terme de Guimerà, creu dels Tres Ulls                       |              | Gòtic XIV                   | Guimerà Camí de Ciutadilla                              | 41° 33′ 53″ N, 1° 10′ 13″ E / 41.564786°N,1.170330°E | IPA-30492     | Creu de terme de Guimerà · Vegeu més fotos d'aquest monument · Carregueu una nova foto d'aquest monument                                |
| Creu de terme del Pedró del camí de la Bovera, creu del Bonet Ramon |              | Obra popular XVII           | Guimerà A la sortida de Guimerà en direcció a la Bovera | 41° 33′ 55″ N, 1° 11′ 13″ E / 41.565283°N,1.186875°E | IPA-30493     | Creu de terme del Pedró del camí de la Bovera (Guimerà) · Vegeu més fotos d'aquest monument · Carregueu una nova foto d'aquest monument |
| Plaça Major de Guimerà                                              |              | Gòtic XIII                  | Guimerà Pl. Major                                       | 41° 33′ 52″ N, 1° 11′ 07″ E / 41.564306°N,1.185202°E | IPA-30494     | Plaça Major de Guimerà · Vegeu més fotos d'aquest monument · Carregueu una nova foto d'aquest monument                                  |
| Pont de Guimerà                                                     |              | Obra popular XIX            | Guimerà Sobre el riu Corb                               | 41° 33′ 49″ N, 1° 11′ 09″ E / 41.563560°N,1.185700°E | IPA-37035     | Pont de Guimerà · Vegeu més fotos d'aquest monument · Carregueu una nova foto d'aquest monument                                         |
| Pou de gel de Guimerà                                               |              | Obra popular XVIII          | Guimerà Sota la plaça Major                             | 41° 33′ 52″ N, 1° 11′ 06″ E / 41.564326°N,1.185079°E | IPA-37871     | Pou de gel de Guimerà · Vegeu més fotos d'aquest monument · Carregueu una nova foto d'aquest monument                                   |

## Maldà
| Monument                                                    | Protecció    | Estil/època           | Localització                                   | Coordenades                                          | Codi?         | Imatge |
| ----------------------------------------------------------- | ------------ | --------------------- | ---------------------------------------------- | ---------------------------------------------------- | ------------- | --- |
| Castell de Maldà                                            | BCIN 1012-MH | Gòtic XIII, XV, XVII  | Maldà                                          | 41° 33′ 05″ N, 1° 02′ 16″ E / 41.551412°N,1.037892°E | RI-51-0006387 | Castell de Maldà · Vegeu més fotos d'aquest monument · Carregueu una nova foto d'aquest monument                           |
| Església parroquial de l'Assumpció, Església de Santa Maria | BCIL 2005    | Barroc XVII           | Maldà C. de l'Església                         | 41° 33′ 02″ N, 1° 02′ 21″ E / 41.550667°N,1.039222°E | IPA-29795     | Església parroquial de l'Assumpció (Maldà) · Vegeu més fotos d'aquest monument · Carregueu una nova foto d'aquest monument |
| Dovelles decorades de Cal Calques                           |              | Preromànic, romànic X | Maldà C. del Portal, 11                        | 41° 33′ 02″ N, 1° 02′ 22″ E / 41.550482°N,1.039489°E | IPA-29797     | Dovelles decorades de Cal Calques (Maldà) · Vegeu més fotos d'aquest monument · Carregueu una nova foto d'aquest monument  |
| Estela funerària discoïdal                                  |              | Obra popular X        | Maldà Davant el portal d'entrada a la població | 41° 33′ 03″ N, 1° 02′ 23″ E / 41.550801°N,1.039773°E | IPA-29798     | Estela funerària discoïdal (Maldà) · Vegeu més fotos d'aquest monument · Carregueu una nova foto d'aquest monument         |
| Església de Sant Pere                                       |              | Romànic XIII          | Maldà C. de Sant Pere                          | 41° 33′ 01″ N, 1° 02′ 25″ E / 41.550219°N,1.040156°E | IPA-29799     | Església de Sant Pere (Maldà) · Vegeu més fotos d'aquest monument · Carregueu una nova foto d'aquest monument              |
| Molí de Fontova                                             |              | Obra popular XVIII    | Maldà Descampat, a l'esquerra del riu Corb     | 41° 33′ 25″ N, 1° 01′ 38″ E / 41.556945°N,1.027248°E | IPA-29804     | Molí de Fontova (Maldà) · Vegeu més fotos d'aquest monument · Carregueu una nova foto d'aquest monument                    |
| Molí de l'Horta o del Fogonosa                              |              | Obra popular XVIII    | Maldà Descampat, a l'esquerra del riu Corb     | 41° 33′ 17″ N, 1° 02′ 45″ E / 41.554811°N,1.045905°E | IPA-29805     | Molí de l'Horta (Maldà) · Vegeu més fotos d'aquest monument · Carregueu una nova foto d'aquest monument                    |
| Cooperativa Agrícola de Maldà, Cinema, Cafè Centro          | BCIL 2018    | Obra popular XX       | Maldà C. Sant Pere, 7                          | 41° 33′ 01″ N, 1° 02′ 24″ E / 41.55039°N,1.04007°E   | IPA-46553     | Cooperativa Agrícola de Maldà · Modifica el valor a Wikidata · Carregueu una nova foto d'aquest monument                   |

## Nalec
| Monument                          | Protecció    | Estil/època      | Localització                                    | Coordenades                                          | Codi?         | Imatge |
| --------------------------------- | ------------ | ---------------- | ----------------------------------------------- | ---------------------------------------------------- | ------------- | --- |
| Castell de Nalec                  | BCIN 1110-MH |                  | Nalec                                           | 41° 33′ 38″ N, 1° 06′ 52″ E / 41.560485°N,1.114523°E | RI-51-0006401 | Castell de Nalec · Vegeu més fotos d'aquest monument · Carregueu una nova foto d'aquest monument                          |
| Església parroquial de Sant Jaume |              | Barroc XVII      | Nalec Pl. de l'Església                         | 41° 33′ 36″ N, 1° 06′ 55″ E / 41.560016°N,1.115318°E | IPA-29810     | Església parroquial de Sant Jaume (Nalec) · Vegeu més fotos d'aquest monument · Carregueu una nova foto d'aquest monument |
| Creu de terme de Nalec            |              | Barroc XVI       | Nalec A l'entrada del poble, a peu de carretera | 41° 33′ 39″ N, 1° 06′ 59″ E / 41.560734°N,1.116493°E | IPA-29811     | Creu de terme de Nalec · Vegeu més fotos d'aquest monument · Carregueu una nova foto d'aquest monument                    |
| Molí de Nalec o del Casanova      |              | Obra popular XIV | Nalec Descampat, a la dreta del riu Corb        | 41° 33′ 46″ N, 1° 06′ 23″ E / 41.562706°N,1.106375°E | IPA-29812     | Molí de Nalec · Vegeu més fotos d'aquest monument · Carregueu una nova foto d'aquest monument                             |
| Molí de l'Arrufat                 |              | Obra popular XIV | Nalec Descampat, a la dreta del riu Corb        |                                                      | IPA-29813     | Molí de l'Arrufat (Nalec) · Vegeu més fotos d'aquest monument · Carregueu una nova foto d'aquest monument                 |
| Escoles Municipals                | BCIL 2009    | Obra popular XX  | Nalec C. Rocafort, 2                            | 41° 33′ 36″ N, 1° 06′ 50″ E / 41.559903°N,1.113954°E | IPA-39697     | Escoles Municipals (Nalec) · Vegeu més fotos d'aquest monument · Carregueu una nova foto d'aquest monument                |
| Cal Miró                          | BCIL 2020    | XVII, XVIII      | Nalec C. Bassa, 25                              | 41° 33′ 37″ N, 1° 06′ 57″ E / 41.56038°N,1.11570°E   | IPA-50691     | Carregueu una nova foto d'aquest monument                                                                                 |

## Els Omells de na Gaia
| Monument                       | Protecció | Estil/època                  | Localització                                                                    | Coordenades                                          | Codi?     | Imatge |
| ------------------------------ | --------- | ---------------------------- | ------------------------------------------------------------------------------- | ---------------------------------------------------- | --------- | --- |
| Castell dels Omells de na Gaia | BCIL 2013 | Romànic XII                  | Els Omells de na Gaia C. del Castell                                            | 41° 30′ 01″ N, 1° 04′ 26″ E / 41.500402°N,1.073975°E | IPA-29815 | Castell dels Omells de na Gaia · Vegeu més fotos d'aquest monument · Carregueu una nova foto d'aquest monument                  |
| Església de Santa Maria        | BCIL 2013 | Barroc XVIII                 | Els Omells de na Gaia Pl. de l'Església                                         | 41° 30′ 00″ N, 1° 04′ 29″ E / 41.500105°N,1.074794°E | IPA-29816 | Església de Santa Maria (els Omells de na Gaia) · Vegeu més fotos d'aquest monument · Carregueu una nova foto d'aquest monument |
| Quadra del Mas Déu             | BCIL 2013 | Gòtic, obra popular XIII-XIV | Els Omells de na Gaia A la pista forestal entre Vallbona de les Monges i Omells | 41° 30′ 45″ N, 1° 05′ 08″ E / 41.512582°N,1.085476°E | IPA-29817 | Quadra del Mas Déu (els Omells de na Gaia) · Vegeu més fotos d'aquest monument · Carregueu una nova foto d'aquest monument      |

## Ossó de Sió
| Monument                                        | Protecció    | Estil/època                | Localització                                          | Coordenades                                          | Codi?         | Imatge |
| ----------------------------------------------- | ------------ | -------------------------- | ----------------------------------------------------- | ---------------------------------------------------- | ------------- | --- |
| Torre Rodona, o Castell-lliuró                  | BCIN 1158-MH | Romànic XI                 | Ossó de Sió Pl. Castell Lliuró, Castellnou d'Ossó     | 41° 46′ 05″ N, 1° 08′ 39″ E / 41.768047°N,1.144209°E | RI-51-0006420 | Torre Rodona (Ossó de Sió) · Vegeu més fotos d'aquest monument · Carregueu una nova foto d'aquest monument                                |
| Església de la Mare de Déu del Remei            |              | Romànic XII                | Ossó de Sió C. Església, 18                           | 41° 45′ 16″ N, 1° 09′ 33″ E / 41.75449°N,1.15919°E   | IPA-29825     | Església de la Mare de Déu del Remei (Ossó de Sió) · Vegeu més fotos d'aquest monument · Carregueu una nova foto d'aquest monument        |
| Església de Sant Miquel de Montfalcó d'Ossó     |              | Barroc XVII                | Ossó de Sió Pl. del Castell, Montfalcó d'Ossó         | 41° 45′ 34″ N, 1° 07′ 53″ E / 41.75944°N,1.13132°E   | IPA-29828     | Església de Sant Miquel de Montfalcó d'Ossó (Ossó de Sió) · Vegeu més fotos d'aquest monument · Carregueu una nova foto d'aquest monument |
| Castell de Montfalcó d'Ossó                     |              | Romànic XII                | Ossó de Sió Pl. del Castell, Montfalcó d'Ossó         | 41° 45′ 34″ N, 1° 07′ 52″ E / 41.7594°N,1.13114°E    | IPA-29830     | Castell de Montfalcó d'Ossó (Ossó de Sió) · Vegeu més fotos d'aquest monument · Carregueu una nova foto d'aquest monument                 |
| Església de Sant Pere de Castellnou d'Ossó      |              | Romànic XII                | Ossó de Sió Camí de l'Església, Castellnou d'Ossó     | 41° 46′ 04″ N, 1° 08′ 44″ E / 41.76789°N,1.14556°E   | IPA-29832     | Església de Sant Pere de Castellnou d'Ossó (Ossó de Sió) · Vegeu més fotos d'aquest monument · Carregueu una nova foto d'aquest monument  |
| Molí del Marquès                                |              | Romànic, obra popular XIII | Ossó de Sió Castellnou d'Ossó, riba dreta del Riu Sió | 41° 46′ 03″ N, 1° 08′ 36″ E / 41.767604°N,1.143297°E | IPA-29834     | Molí del Marquès (Ossó de Sió) · Vegeu més fotos d'aquest monument · Carregueu una nova foto d'aquest monument                            |
| Església de Sant Pere de Bellver de Sió         |              | Romànic XII                | Ossó de Sió Pl. Dipòsit, 5, Bellver d'Ossó            | 41° 44′ 54″ N, 1° 10′ 26″ E / 41.74825°N,1.17381°E   | IPA-29836     | Església de Sant Pere de Bellver de Sió (Ossó de Sió) · Vegeu més fotos d'aquest monument · Carregueu una nova foto d'aquest monument     |
| Molí del Torres, Molí d'Ossó de Sió             |              | Obra popular XVIII         | Ossó de Sió Descampat, esquerra del riu Sió           | 41° 45′ 27″ N, 1° 09′ 15″ E / 41.757460°N,1.154079°E | IPA-29838     | Molí del Torres (Ossó de Sió) · Vegeu més fotos d'aquest monument · Carregueu una nova foto d'aquest monument                             |
| Creu de terme d'Ossó de Sió                     |              | Barroc XVIII               | Ossó de Sió Pl. de l'Església                         | 41° 45′ 18″ N, 1° 09′ 34″ E / 41.75489°N,1.15945°E   | IPA-30889     | Creu de terme d'Ossó de Sió · Vegeu més fotos d'aquest monument · Carregueu una nova foto d'aquest monument                               |
| Creu de terme de Bellver d'Ossó, o Creu del Pou |              | Gòtic XVI, XX              | Ossó de Sió Bellver d'Ossó                            | 41° 44′ 44″ N, 1° 10′ 20″ E / 41.745637°N,1.172246°E | IPA-30890     | Creu de terme de Bellver d'Ossó (Ossó de Sió) · Vegeu més fotos d'aquest monument · Carregueu una nova foto d'aquest monument             |

## Preixana
| Monument                           | Protecció    | Estil/època              | Localització                             | Coordenades                                          | Codi?     | Imatge |
| ---------------------------------- | ------------ | ------------------------ | ---------------------------------------- | ---------------------------------------------------- | --------- | --- |
| Església parroquial de Santa Maria | BCIN 4370-MH | Gòtic, barroc XV,        | Preixana Pl. Joan Pau II                 | 41° 36′ 28″ N, 1° 02′ 17″ E / 41.60775°N,1.03816°E   | IPA-30929 | Església parroquial de Santa Maria (Preixana) · Vegeu més fotos d'aquest monument · Carregueu una nova foto d'aquest monument |
| Església de Sant Llorenç           |              | Gòtic XIV                | Preixana Carrer de Sant Llorenç          | 41° 36′ 26″ N, 1° 02′ 18″ E / 41.607276°N,1.038348°E | IPA-436   | Església de Sant Llorenç (Preixana) · Vegeu més fotos d'aquest monument · Carregueu una nova foto d'aquest monument           |
| Cal Xamà, Cal Xammar               |              | Gòtic tardà XVI          | Preixana C. Santa Maria, 6               | 41° 36′ 27″ N, 1° 02′ 21″ E / 41.607409°N,1.039051°E | IPA-29841 | Cal Xamà (Preixana) · Vegeu més fotos d'aquest monument · Carregueu una nova foto d'aquest monument                           |
| Molí del Tona, Molí del Capdevila  |              | Obra popular XVII, XVIII | Preixana Descampat, esquerra séquia gran | 41° 36′ 07″ N, 1° 01′ 08″ E / 41.601864°N,1.018769°E | IPA-29844 | Molí del Tona (Preixana) · Vegeu més fotos d'aquest monument · Carregueu una nova foto d'aquest monument                      |

## Puigverd d'Agramunt
| Monument                                          | Protecció    | Estil/època                      | Localització                              | Coordenades                                          | Codi?         | Imatge |
| ------------------------------------------------- | ------------ | -------------------------------- | ----------------------------------------- | ---------------------------------------------------- | ------------- | --- |
| Castell de Puigverd                               | BCIN 1441-MH | Barroc XVI                       | Puigverd d'Agramunt                       | 41° 46′ 38″ N, 1° 07′ 21″ E / 41.777186°N,1.122377°E | RI-51-0006452 | Castell de Puigverd (Puigverd d'Agramunt) · Vegeu més fotos d'aquest monument · Carregueu una nova foto d'aquest monument   |
| Església de Sant Pere                             |              | Barroc XVI, XVIII                | Puigverd d'Agramunt Pl. del Mestre France | 41° 46′ 38″ N, 1° 07′ 19″ E / 41.777167°N,1.121825°E | IPA-29846     | Església de Sant Pere (Puigverd d'Agramunt) · Vegeu més fotos d'aquest monument · Carregueu una nova foto d'aquest monument |
| Ermita de Sant Miquel                             |              | Romànic XIV                      | Puigverd d'Agramunt                       | 41° 46′ 39″ N, 1° 07′ 24″ E / 41.777636°N,1.123379°E | IPA-29847     | Ermita de Sant Miquel (Puigverd d'Agramunt) · Vegeu més fotos d'aquest monument · Carregueu una nova foto d'aquest monument |
| Molí de Puigverd, Molí del Siscà, Molí del Senyor | BCIL 2020    | Gòtic, obra popular XIV, XV, XVI | Puigverd d'Agramunt Av. Sió, 4            | 41° 46′ 36″ N, 1° 07′ 19″ E / 41.776580°N,1.121848°E | IPA-29848     | Molí de Puigverd (Puigverd d'Agramunt) · Vegeu més fotos d'aquest monument · Carregueu una nova foto d'aquest monument      |

## Sant Martí de Riucorb
Vegeu la llista de monuments de Sant Martí de Riucorb

## Tàrrega
Vegeu la llista de monuments de Tàrrega

## Tornabous
| Monument                                                           | Protecció       | Estil/època                    | Localització                           | Coordenades                                          | Codi?     | Imatge |
| ------------------------------------------------------------------ | --------------- | ------------------------------ | -------------------------------------- | ---------------------------------------------------- | --------- | --- |
| Torre de la Guàrdia de Déu, Torre de la Guàrdia d'Urgell           | BCIN 4003-MH-EN | Romànic XII                    | Tornabous Pl. de la Torre, la Guàrdia  | 41° 43′ 17″ N, 1° 03′ 22″ E / 41.721482°N,1.055993°E | IPA-30039 | Torre de la Guàrdia de Déu (Tornabous) · Vegeu més fotos d'aquest monument · Carregueu una nova foto d'aquest monument           |
| Església de Sant Sebastià, o Església vella de la Guàrdia d'Urgell | BCIL 2000       | Romànic, barroc XIII, XVII     | Tornabous La Guàrdia                   | 41° 43′ 16″ N, 1° 03′ 22″ E / 41.72108°N,1.05624°E   | IPA-18057 | Església de Sant Sebastià (Tornabous) · Vegeu més fotos d'aquest monument · Carregueu una nova foto d'aquest monument            |
| Església parroquial de Santa Cecília                               | BCIL 2003       | Gòtic, renaixement XVI         | Tornabous Pl. de l'Església, el Tarròs | 41° 42′ 28″ N, 1° 02′ 01″ E / 41.70787°N,1.03362°E   | IPA-27358 | Església parroquial de Santa Cecília (Tornabous) · Vegeu més fotos d'aquest monument · Carregueu una nova foto d'aquest monument |
| Ca l'Eloi                                                          |                 | Obra popular XVIII             | Tornabous C. Major, 38                 | 41° 42′ 06″ N, 1° 03′ 12″ E / 41.70171°N,1.05345°E   | IPA-30034 | Ca l'Eloi (Tornabous) · Vegeu més fotos d'aquest monument · Carregueu una nova foto d'aquest monument                            |
| Església de Santa Maria                                            |                 | Obra popular, romànic XIV, XII | Tornabous C. Major, 47                 | 41° 42′ 04″ N, 1° 03′ 10″ E / 41.70124°N,1.05287°E   | IPA-30035 | Església de Santa Maria (Tornabous) · Vegeu més fotos d'aquest monument · Carregueu una nova foto d'aquest monument              |
| Cal Cabaler del Ros                                                |                 | Obra popular XVIII             | Tornabous La Guàrdia                   | 41° 43′ 17″ N, 1° 03′ 21″ E / 41.72148°N,1.05584°E   | IPA-30038 | Cal Cabaler del Ros (Tornabous) · Vegeu més fotos d'aquest monument · Carregueu una nova foto d'aquest monument                  |
| Ajuntament de Tornabous, antiga Casa dels Pujalt                   |                 | Gòtic-renaixement XVI          | Tornabous Pl. de la Vila               | 41° 42′ 05″ N, 1° 03′ 10″ E / 41.70151°N,1.05287°E   | IPA-30041 | Ajuntament de Tornabous · Vegeu més fotos d'aquest monument · Carregueu una nova foto d'aquest monument                          |
| Molí d'Espígol                                                     |                 | Obra popular XIX               | Tornabous Descampat                    | 41° 42′ 25″ N, 1° 04′ 37″ E / 41.70694°N,1.07696°E   | IPA-30042 | Molí d'Espígol (Tornabous) · Vegeu més fotos d'aquest monument · Carregueu una nova foto d'aquest monument                       |
| Santa Maria de la Guàrdia d'Urgell                                 |                 | Darreres tendències XX         | Tornabous C. d'Agramunt, la Guàrdia    | 41° 43′ 15″ N, 1° 03′ 27″ E / 41.72072°N,1.05748°E   | IPA-49534 | Carregueu una nova foto d'aquest monument                                                                                        |

## Vallbona de les Monges
| Monument                                         | Protecció      | Estil/època                    | Localització                                                                                   | Coordenades                                          | Codi?         | Imatge |
| ------------------------------------------------ | -------------- | ------------------------------ | ---------------------------------------------------------------------------------------------- | ---------------------------------------------------- | ------------- | --- |
| Monestir de Santa Maria de Vallbona              | BCIN 235-MH-EN | Romànic, gòtic XII-XIV, XV     | Vallbona de les Monges                                                                         | 41° 31′ 28″ N, 1° 05′ 18″ E / 41.524521°N,1.088196°E | RI-51-0000698 | Monestir de Santa Maria de Vallbona (Vallbona de les Monges) · Vegeu més fotos d'aquest monument · Carregueu una nova foto d'aquest monument             |
| Castell de Montesquiu                            | BCIN 1707-MH   | Medieval                       | Vallbona de les Monges                                                                         | 41° 30′ 20″ N, 1° 07′ 09″ E / 41.505573°N,1.119256°E | RI-51-0006530 | Castell de Montesquiu (Vallbona de les Monges) · Vegeu més fotos d'aquest monument · Carregueu una nova foto d'aquest monument                           |
| Castell de Rocallaura                            | BCIN 1708-MH   | Medieval                       | Vallbona de les Monges                                                                         | 41° 30′ 26″ N, 1° 08′ 54″ E / 41.507202°N,1.148312°E | RI-51-0006531 | Carregueu una nova foto d'aquest monument |
| Santuari del Tallat                              |                | Gòtic tardà XV                 | Vallbona de les Monges                                                                         | 41° 28′ 55″ N, 1° 08′ 15″ E / 41.48199°N,1.13758°E   | IPA-480       | Santuari del Tallat (Vallbona de les Monges) · Vegeu més fotos d'aquest monument · Carregueu una nova foto d'aquest monument                             |
| Pou de la neu                                    |                | Romànic XIII                   | Vallbona de les Monges C. Major, 15                                                            | 41° 31′ 30″ N, 1° 05′ 18″ E / 41.524972°N,1.088397°E | IPA-30133     | Pou de la neu (Vallbona de les Monges) · Vegeu més fotos d'aquest monument · Carregueu una nova foto d'aquest monument                                   |
| Molí de vinya                                    |                | Obra popular XVIII             | Vallbona de les Monges C. Major                                                                | 41° 31′ 29″ N, 1° 05′ 17″ E / 41.524690°N,1.087961°E | IPA-30134     | Molí de vinya (Vallbona de les Monges) · Vegeu més fotos d'aquest monument · Carregueu una nova foto d'aquest monument                                   |
| Font de la Plaça                                 |                | Neoclassicisme XIX             | Vallbona de les Monges Pl. del Monestir                                                        | 41° 31′ 30″ N, 1° 05′ 20″ E / 41.524915°N,1.088761°E | IPA-30135     | Font de la Plaça (Vallbona de les Monges) · Vegeu més fotos d'aquest monument · Carregueu una nova foto d'aquest monument                                |
| Creu de terme de Vallbona de les Monges          |                | Barroc XVII                    | Vallbona de les Monges Davant el cementiri                                                     | 41° 31′ 38″ N, 1° 05′ 09″ E / 41.527186°N,1.085773°E | IPA-30136     | Creu de terme de Vallbona de les Monges · Vegeu més fotos d'aquest monument · Carregueu una nova foto d'aquest monument                                  |
| Arcades                                          |                | Gòtic XIII-XIV                 | Vallbona de les Monges C. Major                                                                | 41° 31′ 29″ N, 1° 05′ 17″ E / 41.524817°N,1.088045°E | IPA-30139     | Arcades (Vallbona de les Monges) · Vegeu més fotos d'aquest monument · Carregueu una nova foto d'aquest monument                                         |
| Església parroquial de Santa Maria               |                | Neoclassicisme XVIII-XIX       | Vallbona de les Monges C. de l'Església                                                        | 41° 31′ 31″ N, 1° 05′ 20″ E / 41.525219°N,1.088928°E | IPA-30140     | Església parroquial de Santa Maria (Vallbona de les Monges) · Vegeu més fotos d'aquest monument · Carregueu una nova foto d'aquest monument              |
| Esteles funeràries al cementiri                  |                | Romànic XII                    | Vallbona de les Monges Cementiri de Vallbona                                                   | 41° 31′ 38″ N, 1° 05′ 07″ E / 41.527212°N,1.085314°E | IPA-30141     | Esteles funeràries al cementiri (Vallbona de les Monges) · Vegeu més fotos d'aquest monument · Carregueu una nova foto d'aquest monument                 |
| Església de Sant Llorenç de Rocallaura           |                | Romànic, historicisme XI, XIII | Vallbona de les Monges Pl. de l'Església, Rocallaura                                           | 41° 30′ 26″ N, 1° 08′ 54″ E / 41.507127°N,1.148370°E | IPA-30143     | Església de Sant Llorenç de Rocallaura (Vallbona de les Monges) · Vegeu més fotos d'aquest monument · Carregueu una nova foto d'aquest monument          |
| Església de Sant Andreu de Montblanquet          |                | Gòtic XIII                     | Vallbona de les Monges Pl. de l'Església, Montblanquet                                         | 41° 29′ 38″ N, 1° 06′ 50″ E / 41.493846°N,1.113844°E | IPA-30146     | Església de Sant Andreu de Montblanquet (Vallbona de les Monges) · Vegeu més fotos d'aquest monument · Carregueu una nova foto d'aquest monument         |
| Molí de la Closa                                 |                | Obra popular XVIII             | Vallbona de les Monges A la dreta del riu Maldanell, dins de la població                       |                                                      | IPA-30147     | Carregueu una nova foto d'aquest monument |
| Molí del Portal                                  |                | Obra popular XVIII             | Vallbona de les Monges A la dreta del riu Maldanell, dins de la població                       |                                                      | IPA-30148     | Carregueu una nova foto d'aquest monument |
| Molí del Pou                                     |                | Gòtic, obra popular XV,        | Vallbona de les Monges A la dreta del riu Maldanell, dins de la població                       |                                                      | IPA-30149     | Carregueu una nova foto d'aquest monument |
| El Molinot de Vallbona                           |                | Obra popular XVIII             | Vallbona de les Monges A la dreta del riu Maldanell, en un descampat                           | 41° 31′ 35″ N, 1° 05′ 01″ E / 41.526282°N,1.083561°E | IPA-30150     | El Molinot de Vallbona (Vallbona de les Monges) · Vegeu més fotos d'aquest monument · Carregueu una nova foto d'aquest monument                          |
| Cabana de volta 1                                |                | Obra popular XX                | Vallbona de les Monges Ctra. de Vallbona                                                       | 41° 30′ 38″ N, 1° 05′ 28″ E / 41.510495°N,1.091093°E | IPA-30151     | Carregueu una nova foto d'aquest monument |
| Cabana de volta 2                                |                | Obra popular XIX               | Vallbona de les Monges Ctra. de Vallbona                                                       | 41° 30′ 34″ N, 1° 05′ 26″ E / 41.509478°N,1.090489°E | IPA-30152     | Carregueu una nova foto d'aquest monument |
| Cal Berguedà                                     |                | Obra popular XVI               | Vallbona de les Monges C. Major, 36                                                            | 41° 31′ 29″ N, 1° 05′ 16″ E / 41.524644°N,1.087911°E | IPA-30552     | Cal Berguedà (Vallbona de les Monges) · Vegeu més fotos d'aquest monument · Carregueu una nova foto d'aquest monument                                    |
| Restes de les muralles de Vallbona de les Monges |                | Gòtic XIII-XIV                 | Vallbona de les Monges Darrera del monestir                                                    | 41° 31′ 29″ N, 1° 05′ 16″ E / 41.524678°N,1.087756°E | IPA-30553     | Restes de les muralles de Vallbona de les Monges · Vegeu més fotos d'aquest monument · Carregueu una nova foto d'aquest monument                         |
| Balneari Aigua de Rocallaura                     |                | Eclecticisme XIX               | Vallbona de les Monges Rocallaura, prop de la riera de Maldanell                               | 41° 30′ 27″ N, 1° 08′ 31″ E / 41.507616°N,1.142047°E | IPA-37540     | Balneari Aigua de Rocallaura (Vallbona de les Monges) · Vegeu més fotos d'aquest monument · Carregueu una nova foto d'aquest monument                    |
| Balneari Hotel Rocallaura                        |                | Eclecticisme XX Inici          | Vallbona de les Monges Rocallaura, front riera de Maldanell, a 400 metres primitiu establiment | 41° 30′ 30″ N, 1° 08′ 12″ E / 41.508400°N,1.136710°E | IPA-37541     | Balneari Hotel Rocallaura (Vallbona de les Monges) · Vegeu més fotos d'aquest monument · Carregueu una nova foto d'aquest monument                       |
| Pallissa de Cal Xifré                            | BCIL 2008      | Obra popular XIX Mitjan        | Vallbona de les Monges                                                                         | 41° 31′ 31″ N, 1° 05′ 35″ E / 41.525159°N,1.093082°E | IPA-37869     | Pallissa de Cal Xifré (Vallbona de les Monges) · Vegeu més fotos d'aquest monument · Carregueu una nova foto d'aquest monument                           |
| Caixa d'un Sarcòfag gòtic de la Font de la Pica  | BCIL 2009      |                                | Vallbona de les Monges Font de la Pica                                                         | 41° 31′ 26″ N, 1° 05′ 03″ E / 41.523865°N,1.084192°E | IPA-39520     | Caixa d'un sarcòfag gòtic de la Font de la Pica (Vallbona de les Monges) · Vegeu més fotos d'aquest monument · Carregueu una nova foto d'aquest monument |

## Verdú
| Monument                                    | Protecció    | Estil/època                     | Localització                                              | Coordenades                                          | Codi?         | Imatge |
| ------------------------------------------- | ------------ | ------------------------------- | --------------------------------------------------------- | ---------------------------------------------------- | ------------- | --- |
| Castell de Verdú                            | BCIN 1738-MH | Romànic, gòtic XI               | Verdú Pl. Bisbe Comelles                                  | 41° 36′ 39″ N, 1° 08′ 38″ E / 41.610855°N,1.143969°E | RI-51-0006535 | Castell de Verdú · Vegeu més fotos d'aquest monument · Carregueu una nova foto d'aquest monument                                    |
| Muralla de Verdú                            | BCIN 1751-MH | XII-XIV, XVI-XVIII              | Verdú                                                     | 41° 36′ 41″ N, 1° 08′ 36″ E / 41.61136°N,1.14338°E   | RI-51-0006536 | Muralla de Verdú · Vegeu més fotos d'aquest monument · Carregueu una nova foto d'aquest monument                                    |
| Església parroquial de Santa Maria de Verdú |              | Romànic, gòtic XIII, XVII       | Verdú Pl. Bisbe Comelles                                  | 41° 36′ 40″ N, 1° 08′ 37″ E / 41.611127°N,1.143619°E | IPA-30155     | Església parroquial de Santa Maria de Verdú (Verdú) · Vegeu més fotos d'aquest monument · Carregueu una nova foto d'aquest monument |
| Ajuntament de Verdú                         |              | Obra popular, barroc XVI, XVIII | Verdú Av. de la Pau                                       | 41° 36′ 37″ N, 1° 08′ 35″ E / 41.610351°N,1.14312°E  | IPA-30167     | Ajuntament de Verdú · Vegeu més fotos d'aquest monument · Carregueu una nova foto d'aquest monument                                 |
| Església de Sant Pere Claver                |              | Historicisme XIX                | Verdú                                                     | 41° 36′ 39″ N, 1° 08′ 32″ E / 41.61093°N,1.14224°E   | IPA-30168     | Església de Sant Pere Claver (Verdú) · Vegeu més fotos d'aquest monument · Carregueu una nova foto d'aquest monument                |
| Casa Arquebisbe Terés                       |              | Obra popular XIV                | Verdú C. Arquebisbe Terés, 9                              | 41° 36′ 34″ N, 1° 08′ 36″ E / 41.609577°N,1.143343°E | IPA-30169     | Casa Arquebisbe Terés (Verdú) · Vegeu més fotos d'aquest monument · Carregueu una nova foto d'aquest monument                       |
| Cal Quartel                                 |              | Obra popular XVIII              | Verdú C. Margodell, 14                                    | 41° 36′ 35″ N, 1° 08′ 40″ E / 41.609621°N,1.144568°E | IPA-30170     | Cal Quartel (Verdú) · Vegeu més fotos d'aquest monument · Carregueu una nova foto d'aquest monument                                 |
| Cal Prim                                    |              | Obra popular XVI                | Verdú                                                     | 41° 36′ 35″ N, 1° 08′ 36″ E / 41.609691°N,1.14321°E  | IPA-30171     | Cal Prim (Verdú) · Vegeu més fotos d'aquest monument · Carregueu una nova foto d'aquest monument                                    |
| Plaça Major                                 |              | Obra popular XI, XVII           | Verdú Pl. Major                                           | 41° 36′ 37″ N, 1° 08′ 38″ E / 41.610192°N,1.143774°E | IPA-30172     | Plaça Major (Verdú) · Vegeu més fotos d'aquest monument · Carregueu una nova foto d'aquest monument                                 |
| Font de la plaça Major                      |              | Obra popular XIX                | Verdú Pl. Major                                           | 41° 36′ 37″ N, 1° 08′ 37″ E / 41.610186°N,1.143585°E | IPA-30173     | Font de la plaça Major (Verdú) · Vegeu més fotos d'aquest monument · Carregueu una nova foto d'aquest monument                      |
| Creu de terme                               |              | Gòtic XV                        | Verdú Pg. Tomàs Pellissó                                  | 41° 36′ 39″ N, 1° 08′ 29″ E / 41.610791°N,1.141343°E | IPA-30174     | Creu de terme (Verdú) · Vegeu més fotos d'aquest monument · Carregueu una nova foto d'aquest monument                               |
| Molí de Poblet                              |              | Obra popular XX, XV             | Verdú Als afores de Verdú, a l'esquerra del riu Cercavins | 41° 36′ 44″ N, 1° 08′ 36″ E / 41.612240°N,1.143422°E | IPA-30175     | Molí de Poblet (Verdú) · Vegeu més fotos d'aquest monument · Carregueu una nova foto d'aquest monument                              |
| Molí del Carreton                           |              | Obra popular XVIII              | Verdú Als afores de Verdú, a l'esquerra del riu Cercavins | 41° 36′ 45″ N, 1° 08′ 38″ E / 41.612533°N,1.143764°E | IPA-30176     | Molí del Carreton (Verdú) · Vegeu més fotos d'aquest monument · Carregueu una nova foto d'aquest monument                           |
| Molí del Nicasi                             |              | Obra popular XVIII              | Verdú A l'esquerra del riu Cercavins                      | 41° 37′ 10″ N, 1° 07′ 54″ E / 41.619369°N,1.131772°E | IPA-30177     | Molí del Nicasi (Verdú) · Vegeu més fotos d'aquest monument · Carregueu una nova foto d'aquest monument                             |
| Molí del Corretger                          |              | Obra popular XVIII              | Verdú En un descampat, a prop del terme de Preixana       | 41° 36′ 32″ N, 1° 04′ 56″ E / 41.608835°N,1.082097°E | IPA-30178     | Molí del Corretger (Verdú) · Vegeu més fotos d'aquest monument · Carregueu una nova foto d'aquest monument                          |
| Cal Gabarró                                 |              | Barroc XVIII                    | Verdú Pl. Major, 18                                       | 41° 36′ 37″ N, 1° 08′ 38″ E / 41.610292°N,1.14401°E  | IPA-30179     | Cal Gabarró (Verdú) · Vegeu més fotos d'aquest monument · Carregueu una nova foto d'aquest monument                                 |
| Creu de terme de les Eres                   |              | Gòtic XIV                       | Verdú Jardí de la Rectoria                                | 41° 36′ 40″ N, 1° 08′ 38″ E / 41.611218°N,1.143963°E | IPA-30541     | Creu de terme de les Eres (Verdú) · Vegeu més fotos d'aquest monument · Carregueu una nova foto d'aquest monument                   |
| Creu de terme de Gratapalles                |              | Obra popular XX Mitjan          | Verdú                                                     | 41° 35′ 57″ N, 1° 08′ 05″ E / 41.599286°N,1.134687°E | IPA-30542     | Creu de terme de Gratapalles (Verdú) · Vegeu més fotos d'aquest monument · Carregueu una nova foto d'aquest monument                |
| Carrers coberts de Verdú                    |              | Obra popular XIV                | Verdú                                                     | 41° 36′ 38″ N, 1° 08′ 36″ E / 41.610421°N,1.143221°E | IPA-30543     | Carrers coberts de Verdú · Vegeu més fotos d'aquest monument · Carregueu una nova foto d'aquest monument                            |
| Can Castellà                                |              | Obra popular XVIII Final        | Verdú Pl. Major, 6                                        | 41° 36′ 38″ N, 1° 08′ 37″ E / 41.610451°N,1.143694°E | IPA-30544     | Can Castellà (Verdú) · Vegeu més fotos d'aquest monument · Carregueu una nova foto d'aquest monument                                |
| Cal Riera                                   |              | Obra popular XVI                | Verdú C. Margorell, 11                                    | 41° 36′ 35″ N, 1° 08′ 40″ E / 41.609825°N,1.144568°E | IPA-30545     | Cal Riera (Verdú) · Vegeu més fotos d'aquest monument · Carregueu una nova foto d'aquest monument                                   |
| Cal Ros                                     |              | Renaixement XVI                 | Verdú C. de la Font, 13                                   | 41° 36′ 40″ N, 1° 08′ 35″ E / 41.611099°N,1.143179°E | IPA-30546     | Cal Ros (Verdú) · Vegeu més fotos d'aquest monument · Carregueu una nova foto d'aquest monument                                     |
| Cal Talaveró                                |              | Obra popular XVI                | Verdú Al final del c. de la Font                          | 41° 36′ 42″ N, 1° 08′ 36″ E / 41.611604°N,1.143402°E | IPA-30547     | Cal Talaveró (Verdú) · Vegeu més fotos d'aquest monument · Carregueu una nova foto d'aquest monument                                |
| Cal Torné                                   |              | Obra popular XVII               | Verdú Pl. Major, 19                                       | 41° 36′ 36″ N, 1° 08′ 39″ E / 41.610046°N,1.144029°E | IPA-30548     | Cal Torné (Verdú) · Vegeu més fotos d'aquest monument · Carregueu una nova foto d'aquest monument                                   |
| Ermita de Sant Miquel                       |              | Gòtic XIV, XX                   | Verdú Al final del c. de Sant Miquel                      | 41° 36′ 48″ N, 1° 08′ 14″ E / 41.613198°N,1.137243°E | IPA-37740     | Ermita de Sant Miquel (Verdú) · Vegeu més fotos d'aquest monument · Carregueu una nova foto d'aquest monument                       |
| Cabana del Fransisquet                      |              | Obra popular XX                 | Verdú                                                     |                                                      | IPA-43203     | Carregueu una nova foto d'aquest monument                                                                                           |
| Forn de ceràmica de Cal Berlí               | BCIL 2018    | Obra popular XIX-XX             | Verdú C. Sant Miquel, 57                                  | 41° 36′ 47″ N, 1° 08′ 14″ E / 41.61308°N,1.13728°E   | IPA-46135     | Carregueu una nova foto d'aquest monument                                                                                           |

## Vilagrassa
| Monument                                                       | Protecció      | Estil/època                            | Localització                                                                | Coordenades                                          | Codi?     | Imatge |
| -------------------------------------------------------------- | -------------- | -------------------------------------- | --------------------------------------------------------------------------- | ---------------------------------------------------- | --------- | --- |
| Església de Santa Maria de Vilagrassa, Església de l'Assumpció | BCIN 440-MH-EN | Romànic, gòtic XIII, XIV               | Vilagrassa                                                                  | 41° 38′ 54″ N, 1° 06′ 20″ E / 41.64838°N,1.10566°E   | IPA-509   | Església de Santa Maria de Vilagrassa (Vilagrassa) · Vegeu més fotos d'aquest monument · Carregueu una nova foto d'aquest monument |
| Ermita de la Mare de Déu del Roser                             |                | Gòtic tardà, neoclassicisme XVI, XVIII | Vilagrassa Afores de la població                                            | 41° 38′ 56″ N, 1° 06′ 10″ E / 41.648783°N,1.102746°E | IPA-1741  | Ermita de la Mare de Déu del Roser (Vilagrassa) · Vegeu més fotos d'aquest monument · Carregueu una nova foto d'aquest monument    |
| Cal Botes                                                      |                | Renaixement XVI                        | Vilagrassa C. Anglesola, 10                                                 | 41° 38′ 56″ N, 1° 06′ 19″ E / 41.648878°N,1.105330°E | IPA-30182 | Cal Botes (Vilagrassa) · Vegeu més fotos d'aquest monument · Carregueu una nova foto d'aquest monument                             |
| Cal Giró                                                       |                | Renaixement, barroc XVI                | Vilagrassa C. Anglesola, 11                                                 | 41° 38′ 56″ N, 1° 06′ 18″ E / 41.648918°N,1.104981°E | IPA-30183 | Cal Giró (Vilagrassa) · Vegeu més fotos d'aquest monument · Carregueu una nova foto d'aquest monument                              |
| Cal Batlle                                                     |                |                                        | Vilagrassa C. Sant Joan, 8                                                  | 41° 20′ 44″ N, 1° 41′ 57″ E / 41.34561°N,1.69912°E   | IPA-42885 | Cal Batlle (Vilagrassa) · Modifica el valor a Wikidata · Carregueu una nova foto d'aquest monument                                 |
| Torre del tossal del Telègraf, Torre de Montperler             |                | XIX                                    | Vilagrassa Pròxima a l'estació de ferrocarril d'Anglesola i al camí del Mas | 41° 38′ 35″ N, 1° 04′ 51″ E / 41.643043°N,1.080809°E | IPA-48932 | Carregueu una nova foto d'aquest monument                                                                                          |